# Ахмед Туба
Ахмед Туба (фр. Ahmed Touba, араб. أحمد توبة, нар. 13 березня 1998, Рубе) — бельгійський та алжирський футболіст, захисник італійського клубу «Лечче».
Виступав, зокрема, за клуби «Брюгге» та «Валвейк», а також національну збірну Алжиру.
Чемпіон Бельгії. Володар Суперкубка Бельгії.

## Клубна кар'єра
Народився 13 березня 1998 року в місті Рубе. Вихованець юнацьких команд футбольних клубів «Валансьєнн», «Зюлте-Варегем» та «Брюгге».
У дорослому футболі дебютував 2016 року виступами за команду «Брюгге», в якій провів два сезони, взявши участь у 8 матчах чемпіонату. 
Згодом з 2018 по 2020 рік грав у складі команд «Ауд-Геверле» та «Бероє».
Своєю грою за останню команду привернув увагу представників тренерського штабу клубу «Валвейк», до складу якого приєднався 2020 року. Відіграв за команду з Валвейка наступні два сезони своєї ігрової кар'єри. Більшість часу, проведеного у складі «Валвейка», був основним гравцем захисту команди.
Протягом 2022—2023 років захищав кольори клубу «Істанбул ББ».
До складу клубу «Лечче» приєднався 2023 року. Станом на 30 грудня 2023 року відіграв за клуб з Лечче 4 матчі в національному чемпіонаті.

## Виступи за збірні
У 2016 році дебютував у складі юнацької збірної Бельгії (U-18), загалом на юнацькому рівні взяв участь у 7 іграх.
У 2020 році залучався до складу молодіжної збірної Бельгії. На молодіжному рівні зіграв у 3 офіційних матчах.
У 2021 році дебютував в офіційних матчах у складі національної збірної Алжиру.
| Дата       | Місто         | Господарі | Результат  | Гості      | Турнір                                  | Голи | Примітки |
| ---------- | ------------- | --------- | ---------- | ---------- | --------------------------------------- | ---- | -------- |
| 3-6-2021   | Бліда         | Алжир     | 4 – 1      | Мавританія | товариський матч                        | -    | 68' 76'  |
| 2-9-2021   | Бліда         | Алжир     | 8 – 0      | Джибуті    | Відбір до ЧС 2022                       | -    |          |
| 29-3-2022  | Бліда         | Алжир     | 1 – 2 д.ч. | Камерун    | Відбір до ЧС 2022                       | 1    | 97'      |
| 4-6-2022   | Алжир (місто) | Алжир     | 2 – 0      | Уганда     | Відбір до Кубка африканських націй 2023 | -    |          |
| 8-6-2022   | Дар-ес-Салам  | Танзанія  | 0 – 2      | Алжир      | Відбір до Кубка африканських націй 2023 | -    | 73' 87'  |
| 12-6-2022  | Доха          | Іран      | 1 – 2      | Алжир      | товариський матч                        | -    |          |
| 27-9-2022  | Бір-ель-Джір  | Алжир     | 2 – 1      | Нігерія    | товариський матч                        | -    |          |
| 16-11-2022 | Бір-ель-Джір  | Алжир     | 1 – 1      | Малі       | товариський матч                        | -    | 62'      |
| 19-11-2022 | Мальме        | Швеція    | 2 – 0      | Алжир      | товариський матч                        | -    |          |
| 23-3-2023  | Baraki        | Алжир     | 2 – 1      | Нігер      | Відбір до Кубка африканських націй 2023 | -    | 46'      |
| 20-6-2023  | Аннаба        | Алжир     | 1 – 1      | Туніс      | товариський матч                        | -    |          |
| 12-10-2023 | Константіна   | Алжир     | 5 – 1      | Кабо-Верде | товариський матч                        | -    |          |
| 16-10-2023 | Аль-Айн       | Єгипет    | 1 – 1      | Алжир      | товариський матч                        | -    | 46' 63'  |
| 5-1-2024   | Ломе          | Того      | 0 – 3      | Алжир      | товариський матч                        | -    | 81'      |
| Усього     |               | Матчів    | 14         |            | Голів                                   | 1    |          |

## Титули і досягнення
- Чемпіон Бельгії (1):

«Брюгге»: 2017-2018
- Володар Суперкубка Бельгії (1):

«Брюгге»: 2016